# Edad Moderna en Cantabria
La Edad Moderna es el periodo de la historia, en España, que tradicionalmente abarca desde el año 1492 hasta la invasión napoleónica y la consecuente Guerra de la Independencia (1808-1814), cuando se introdujeron los ideales revolucionarios que acabarán con el Antiguo Régimen dando comienzo a la Edad Contemporánea.
Se caracterizó en lo económico por el mantenimiento del feudalismo, progresivamente erosionado por la expansión del capitalismo mercantil; en lo social por la consolidación de la sociedad estamental y en lo político por el desarrollo del absolutismo monárquico.
En Cantabria el tránsito de la Edad Media a la Moderna no altera el estado de fragmentación territorial heredado del medievo, condicionando una desvertebración a la vez económica, política, institucional y eclesial. Tierras de realengo y de señorío, feudos laicos y religiosos, concejos, valles, merindades y corregimientos tejen la intrincada maraña institucional de una tierra con una fuerte identidad que fue nombrada desde el exterior con diversas denominaciones, como las de «Montañas Bajas de Burgos», «Montañas de Santander» o simplemente «La Montaña».
Utilizadas las anteriores denominaciones también por los propios cántabros, igualmente denominaban a su tierra con el nombre tradicional de Cantabria, como queda constatado en documentos y legajos custodiados en los archivos de la comunidad autónoma de Cantabria. Considerado cómo el verdadero nombre propio de esta tierra, siempre fue reivindicado por las gentes de siglos pasados. Un claro de ejemplo de esta adhesión al nombre de Cantabria la encontramos en 1778 con la formación de la provincia de Cantabria en las Juntas de Puente San Miguel, y también en el año 1821 cuando la Diputación Provincial de Santander solicitaba reiteradamente a las Cortes que la provincia debía titularse «Cantabria» en vez de «Santander». Sería en 1982 cuando la provincia de Santander acomodó su denominación a la que histórica y tradicionalmente le corresponde, zanjando definitivamente una cuestión antigua entre las gentes de la comunidad.
Sin embargo, a lo largo de esta época se producirá una evolución en los factores característicos de la sociedad cántabra, pudiéndose desglosar la Edad Moderna en tres grandes fases coincidentes con los tres siglos que la integran: XVI, XVII y XVIII.

## Hidalguía y desigualdad social

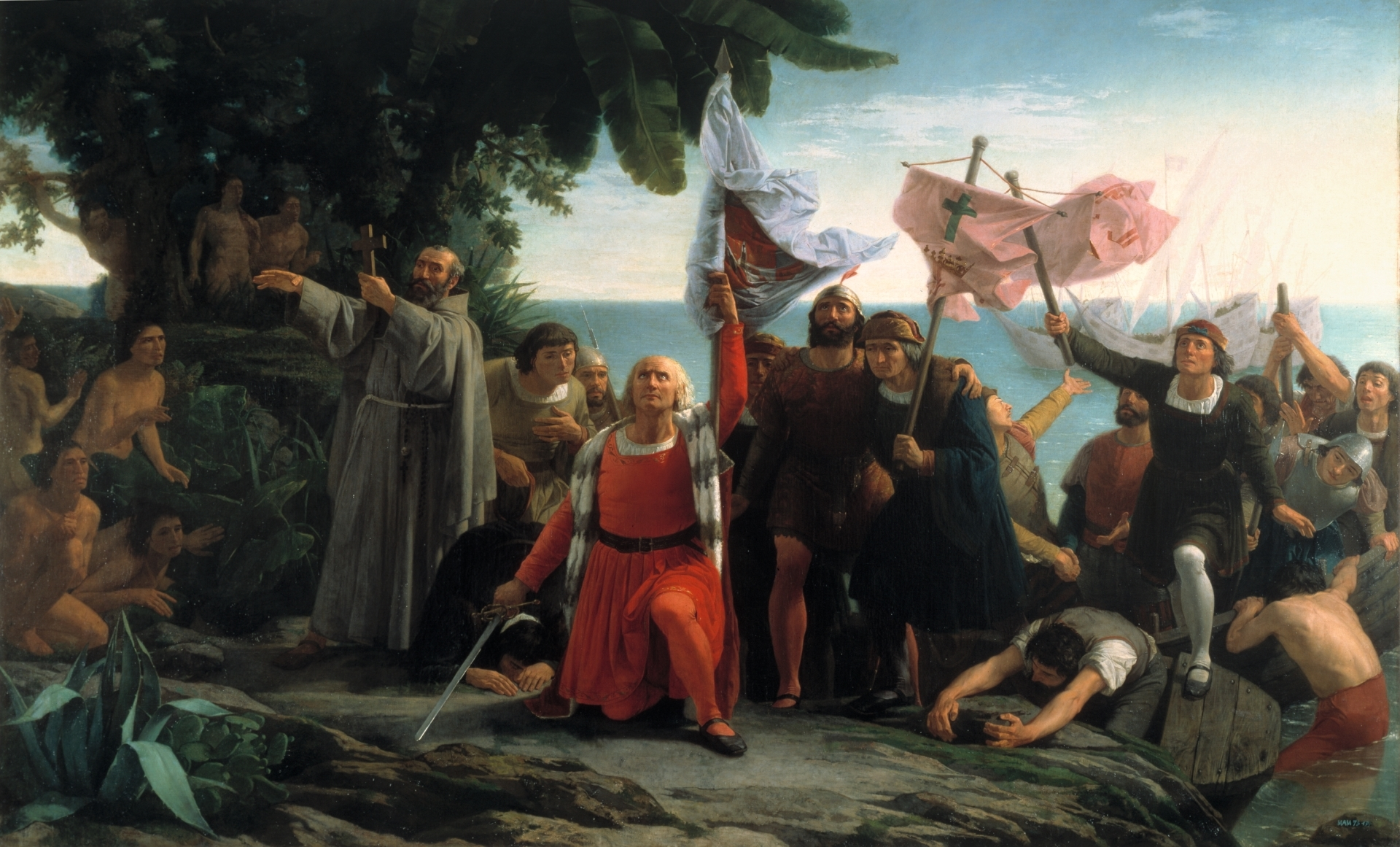
La llegada de Cristóbal Colón a las «Indias Orientales» el 12 de octubre de 1492 inaugura convencionalmente en España la Edad Moderna. Pintura de Dióscoro Puebla.

En su seno la reunión de pequeños barrios en concejos sigue constituyendo la célula básica de la organización territorial, órgano en el que se ven representadas las familias vecinas de cada lugar a través de un representante con derecho a voto. Aparente «democracia» desvirtuada por el control que sobre el concejo ejercían los grandes hacendados, relegando a una mayoría de minúsculos propietarios, colonos y jornaleros obligados a trabajar la tierra de los primeros y sometidos, por tanto, a la autoridad de unos orgullosos linajes acaparadores de la riqueza y el poder político en una sociedad que sancionaba jurídicamente la desigualdad. Sociedad en la que el individuo se veía supeditado a los intereses de la comunidad y en la que el paternalismo emanaba desde las propias familias, unidad básica del entramado social; en su seno se establecía una rígida jerarquización presidida por el varón cabeza de familia a quien se supeditaban por orden descendente los demás miembros, ocupando el último escalafón mujeres y niños.
La hegemonía social en aquella estructura estamental de las oligarquías rurales, heterogéneas pero cohesionadas, se traducía en la imposición de una mentalidad aristocrática que otorgaba especial relevancia a la hidalguía y la limpieza de sangre. Las redes clientelares tejidas por los linajes nobiliares vinculaban su poder y prestigio a la honorabiliad que envolvía sus apellidos, mentalidad reforzada por la unidad religiosa en torno al catolicismo impuesta a partir de los Reyes Católicos, y que fomentaba la consiguiente intolerancia social frente a minorías e individuos de dudosa ascendencia. Discriminación concretada en el acceso a cargos administrativos y en la represión inquisitorial ante toda actitud heterodoxa, otorgando al estatuto de hidalguía (escalafón básico del estamento privilegiado) el valor de certificado de adecuación social, junto a exenciones fiscales y garantías judiciales negadas a los pecheros (individuos sujetos a impuestos ordinarios). La extensión de la condición de hidalgos («hijos de algo») a la mayor parte de los habitantes de Cantabria, les confería un especial orgullo como miembros de una comunidad de cristianos viejos presuntamente no contaminada con sangre musulmana o judía.
En la cúspide de aquella pirámide estamental y hasta la extinción del Antiguo Régimen los grandes señoríos jurisdiccionales de Cantabria estuvieron controlados principalmente por tres de las grandes familias nobiliarias españolas: los Mendoza (duques del Infantado y marqueses de Santillana); los Manrique de Lara (marqueses de Aguilar de Campoo y condes de Castañeda) y en menor medida por los Velasco (duques de Frías y condestables de Castilla).
La extensión de la hidalguía ocultaba una sociedad fuertemente polarizada entre una minoría de grandes y medianos propietarios y una mayoría de micropropietarios y campesinos sin tierra en condiciones de subsistencia, al margen de la “pureza” de su sangre. Desigualdad preñada de tensión social, en muchas ocasiones violenta, reflejada en el plano de las mentalidades cuando la Iglesia contrarreformista trate de imponer una religiosidad oficial cargada de ceremonial y boato (Concilio de Trento, 1563) sobre un cristianismo popular impregnado de espiritualidad naturalista. Una Iglesia aliada de la aristocracia y que diezmaba los ingresos de esas mismas clases populares para sostener sus privilegios y su hegemonía ideológica.
Un espacio rural, agrario y señorial en el que contrastaban las villas marineras, limitada presencia del mundo urbano que sufrirá una aguda crisis económica y demográfica en el tránsito del siglo XVI al XVII. Su tráfico mercantil se había resentido ya por la competencia de los puertos vascos desde la posición privilegiada que les otorgaba sus cartas forales, iniciada a finales del medievo y confirmada ahora con la creación del Consulado marítimo de Bilbao (1511). Lejos de conseguir un órgano similar, el comercio cántabro se vio supeditado al Consulado instalado en Burgos desde 1494. Por otro lado con los Reyes Católicos desaparece la Hermandad de las Marismas, sustituida institucionalmente por el Corregimiento de las Cuatro Villas. Pero el golpe de gracia vendrá de la mano de la política imperial impuesta en la península a raíz de la implantación de los Habsburgo en el trono. La supeditación de los intereses castellanos a su estrategia hegemónica en Europa arruinará la economía española, sangrando fiscalmente a su población y diezmándola con una sucesión de guerras, hambrunas y plagas.
En ese escenario las villas cántabras ejercieron de puertos de embarque y base de la flota del Atlántico, lo que, si en un principio potenció la construcción naval de la región (astilleros de Colindres), a la larga supuso una sangría de naves y hombres enviados a servir en una armada que debía proteger las vulnerables líneas marítimas coloniales y las dispersas posesiones españolas en Europa. La constante merma de hombres, los ataques protagonizados por la armada francesa y las distorsiones que el tráfico marítimo sufrió a causa de los conflictos bélicos significaron un duro golpe para las economías portuarias, sentenciadas con la paralización de las exportaciones laneras a Flandes a partir de 1570.
Una sucesión de plagas (epidemias de tabardillo y peste entre 1596 y 1599) se cebó a finales del siglo XVI sobre una población debilitada por la crisis de subsistencias, provocando en las villas un largo declive económico y demográfico extendido hasta el siglo XVIII. Si el trasiego comercial se redujo al cabotaje, el monopolio pesquero era amenazado por nuevos puertos. No obstante Santander mantuvo su participación en la exportación de lana, comerciando con Inglaterra, Ámsterdam y Hamburgo, prólogo del éxito que la llevará a convertirse en la capital de la futura provincia.
Culturalmente a partir del siglo XVI resurge el interés por los estudios relativos a Cantabria y los cántabros, apareciendo el problema de la localización del territorio que ocupó este pueblo. No será hasta el siglo XVIII cuando se zanje definitivamente la gran controversia sobre la situación y extensión de la Cantabria antigua gracias a obras tan trascendentales para el conocimiento de la historia regional como La Cantabria del padre agustino e historiador Enrique Flórez de Setién. Paralelamente a este interés por los cántabros y a la clarificación de la aludida polémica se aplicó el nombre de cántabro o Cantabria en el territorio montañés a diversas instituciones, organismos y jurisdicciones.

## Una economía tradicional. Cambios y limitaciones

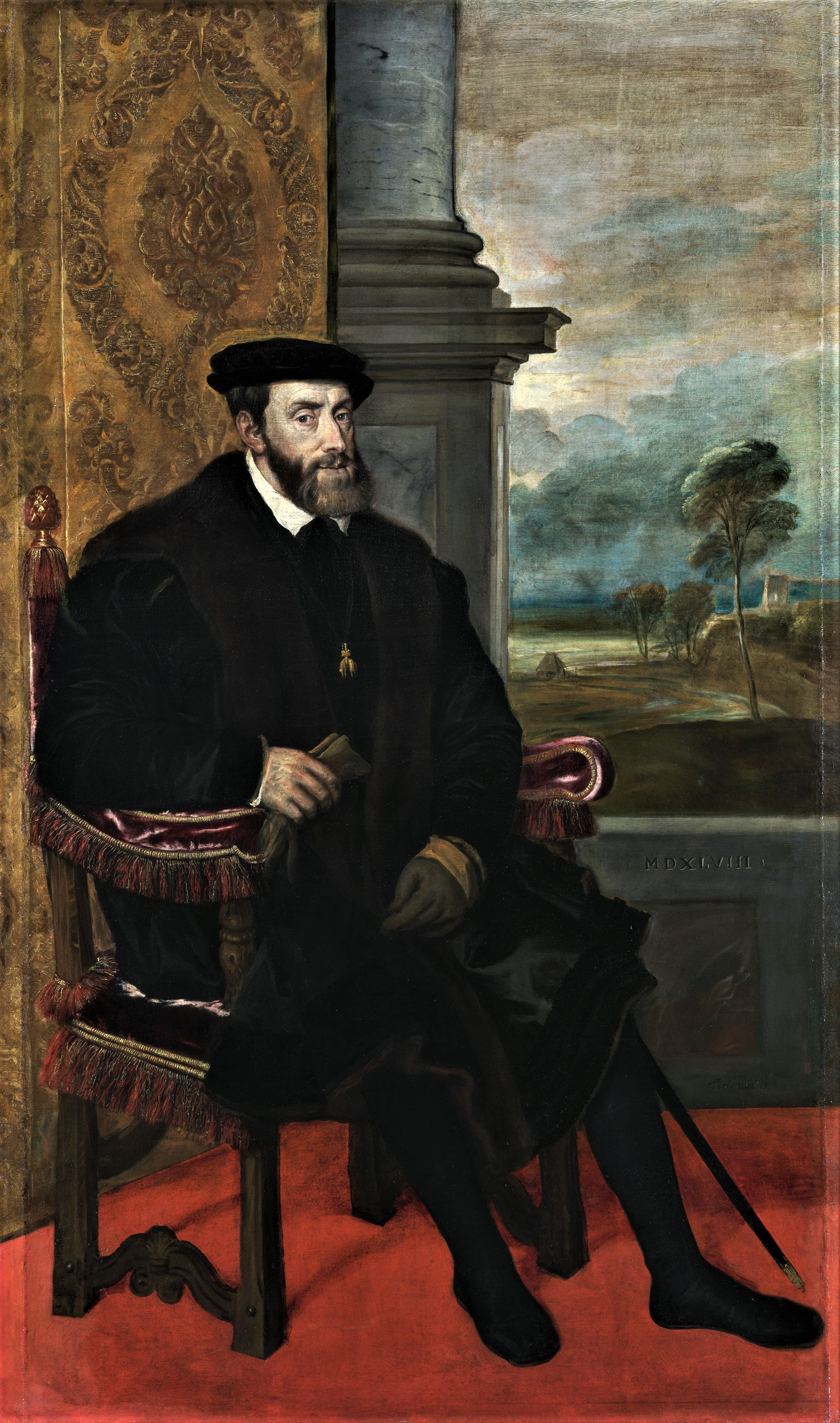
Retrato del emperador Carlos V expuesto en la Alte Pinakothek (Vieja pinacoteca) de Múnich.

El descubrimiento y colonización del continente americano introdujo en Europa nuevos cultivos. Si la popularización de alubias, pimientos, tomates y patatas en Cantabria fue posterior, el maíz se expandió mucho antes con importantes consecuencias. Desde comienzos del XVII penetra desde la costa hacia el interior, potenciando relevantes transformaciones en la economía rural.
Acondicionado con facilidad, desplazó a la deficitaria producción de unos cereales (trigo, mijo, cebada o centeno) mal adaptados al clima del cantábrico, incrementando la productividad de los terrazgos gracias a su integración las actividades agropecuarias. Así tras la recogida de la cosecha se permitía el acceso de las reses para que pastaran los restos herbáceos (derrota de mieses), fertilizando con ello la tierra. Se configuró así un paisaje agrario denominado de «campos abiertos».
Mejora en la dieta campesina que impulsó un discreto pero sostenido incremento demográfico, se pasa de 87 687 habitantes en 1534 a unos 130 000 en 1700, acelerado desde la segunda mitad del siglo XVIII (178 715 habitantes en 1822). Crecimiento desigualmente repartido, favoreciendo áreas costeras y valles en detrimento del interior montañoso. Sin embargo la adopción del maíz no logró superar los estrechos límites de la economía agraria cántabra, perpetuando el nivel de subsistencia que afectaba a la mayoría de las familias.
Las alternativas a tal situación fueron la emigración a ultramar, las actividades complementarias desplegadas en tierras castellanas y andaluzas o la roturación de nuevas tierras (el arcaísmo y la falta de capital impedía un incremento de la productividad mediante innovaciones técnicas). Proceso, este último, que menguó las tierras comunales en beneficio de cerramientos particulares, provocando una competencia por el control de la tierra que afloró en forma de tensión social y violencia abierta. Fue un pulso desigual que benefició a grandes hacendados y propietarios acomodados frente a unos jornaleros y arrendatarios que no podían manipular la administración concejil y de justicia a su favor, como sí hicieron los primeros.
Las carencias de la producción agrícola impedían el desarrollo de otras actividades económicas, reducidas a rudimentarias labores artesanales ejercidas por campesinos que las compatibilizaban con sus ocupaciones agrícolas (curtidores, carpinteros, alfareros, herreros). Producción de escasa comercialización centrada en satisfacer la demanda de las propias comunidades agrícolas.
Fabricaban instrumentos de trabajos y menajes hogareños elaborados con técnicas tradicionales: azadas, dalles, horcones, rastrillas, albarcas, cuévanos, carretas, redes para la pesca. Ente aquellos artesanos destacaron por su prestigio los maestros canteros (principalmente de Trasmiera), quienes imprimieron su huella en la arquitectura española edificada durante los siglos modernos.
No obstante las carencias de aquella economía tradicional, a lo largo del siglo XVIII florecieron en Cantabria otras actividades que superaban el ámbito de lo artesanal para constituir verdaderas protoindustrias. Por su capacidad productiva y energías empleadas no podemos denominarlas industriales, pero sí alcanzaron un incipiente desarrollo sustentado en los recursos naturales de la región: hierro, madera y corrientes fluviales. Numerosas fueron las ferrerías, así como los molinos maquileros que aprovechaban la corriente de los ríos o la fuerza de las mareas. En los batanes se confeccionaban tejidos para uso doméstico a partir de lino y lana, en tanto que la zona de Siete Villas se especializó en la fabricación de campanas.
Esta protoindustria rurales se vio extinguida por el incontenible empuje de la siderurgia industrial y la fabricación de tejidos de algodón impulsada por la Revolución industrial a lo largo del siglo XIX.
Diferentes fueron las fábricas que por iniciativa estatal se implantaron en Cantabria durante el setecientos. Construcción naval (Astilleros de Guarnizo) y producción de cañones en Liérganes y La Cavada fueron orientadas a alimentar el rearme promovido por la nueva dinastía de los Borbones dentro de su política colonial. Las consecuencias para la región fueron nefastas.
La voraz necesidad de madera que tales actividades necesitaron llevó a la Corona a imponer un estricto monopolio forestal sobre amplias zonas, privando de ese recurso a una población que lo necesitaba para la construcción de viviendas y cercados, la carpintería o como leña. Ecológicamente significó la deforestación de extensas áreas de la región, principalmente en las comarcas occidentales. Pese a todo, aquellas fábricas no sobrevivieron a la coyuntura crítica iniciada a finales de siglo, que acabó con unas actividades no enraizadas en la economía de su entorno territorial.

## La expansión de Santander y la unidad provincial

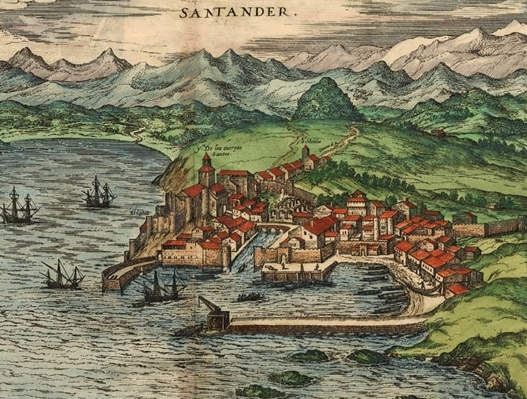
Santander vista por Joris Hoefnagel a finales del. Este grabado es la imagen más antigua existente de la ciudad.

Cantabria experimentará durante el siglo XVIII un evidente incremento demográfico, pasando de 130 000 a 180 000 habitantes[cita requerida] en poco más de una centuria (1700-1822). Fue, no obstante, un crecimiento desequilibrado, concentrado en la franja costera —principalmente Santander y su entorno— y en los valles medios —destacando la cuenca del Besaya—, al tiempo que se experimentaba un descenso en la densidad de población en las áreas interiores y de montaña (Campoo y Liébana). Era, como antaño, una población eminentemente rural, no alcanzando el 75 % de las localidades los 1000 habitantes en 1787. Las únicas excepciones eran las cuatro villas costeras (San Vicente de la Barquera, Santander, Laredo y Castro-Urdiales), algo más populosas, seguidas por Reinosa y Santoña.
Economía eminentemente agraria, estaba desde el siglo XVII orientada hacia el cultivo del maíz, no obstante algunas peculiaridades comarcales. Si Liébana destacaba por la implantación de la vid, en Campoo se mantenían los cereales tradicionales (trigo, cebada, centeno), mientras que en el Pas predominaban praderías y pastos ganaderos. Se trataba en todo caso de una agricultura de subsistencia, de baja productividad y escasos excedentes, en la que la ganadería jugaba un papel meramente complementario.
Así, la combinación de un escaso desarrollo económico y la existencia de un moderado pero evidente crecimiento demográfico, no dejó de ser un incentivo para la emigración, estacional o definitiva, orientada tanto a otras regiones de España como a Ultramar.
Sobre tales estructuras socioeconómicas se erigían las tradicionales instituciones monopolizadas por élites locales de viejos linajes detentadores mayoritarios de la propiedad de la tierra.

### Economía mercantil
Por contraste, el crecimiento urbano y demográfico que convertiría a Santander en la capital del territorio vino de la mano de una floreciente economía mercantil desarrollada alrededor del puerto desde mediados del siglo XVIII. Impulsó el aumento sostenido y acelerado de la población, la regresión de las actividades tradicionales, mayor diversificación social y una mejor articulación con la Meseta. En definitiva una novedosa vertebración del tejido social de la ciudad, que arrumbaba con el tradicional marco feudal para configurar un nuevo mundo burgués.
Apenas diferenciada de su atrasado entorno rural y agrario durante la primera mitad de la centuria, el despegue se producirá por iniciativa estatal con la apertura del camino que unirá Santander con la Meseta a través de Reinosa en 1753. El objetivo era eludir las exenciones fiscales del puerto de Bilbao para las exportaciones castellanas, canalizándolas a través de Santander. Concebida tal arteria comercial en principio para las salidas de lanas hacia Europa, la quiebra de este mercado reorientará el puerto santanderino hacia las exportaciones de granos y harinas castellanas con destino a los protegidos mercados españoles en América, desde donde se importarán productos coloniales (Reales Decretos de 1765 y 1778).

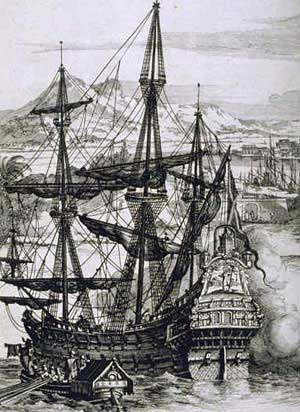
Galeón español por Alberto Durero.

El vertiginoso crecimiento de este tránsito mercantil impulsó tanto la expansión urbana y demográfica (de 2500 a 5000 habitantes en cincuenta años), como su diversificación social gracias a las nuevas actividades desarrolladas alrededor del puerto.
Simultáneamente la antigua villa irá concentrando las instancias de decisión eclesial (Obispado en 1754), institucional (estatus de ciudad en 1755) y administrativa (Consulado del Mar en 1785), transformándose en la capital política y económica de Cantabria. Sin embargo este espectacular crecimiento no se constituyó en un factor de integración regional, ya que funcionó de espaldas a los potenciales recursos del territorio, configurando por el contrario un frágil sistema mercantil dependiente de mercados ajenos (castellano y antillano) y de una política estatal proteccionista. Tal fragilidad se hará patente cuando las bases de ese florecimiento se vean alteradas, coyunturalmente durante el cambio de centuria y definitivamente en el último tercio del siglo XIX.
Sí consolidó en cambio una expansiva y cohesionada burguesía mercantil formada por comerciantes, navieros, y banqueros que, fusionada con los grandes propietarios rurales ávidos de participar en la nueva fuente de riqueza, se constituirá en la élite rectora de los destinos de la provincia creada a comienzos del siglo XIX.

### Proyectos de unidad
A lo largo de la Edad Moderna La Montaña había visto crecer una incipiente conciencia de identidad, en discordancia con la desvertebración de un territorio fragmentado en jurisdicciones (real, señorial y eclesiástica) y modelos administrativos superpuestos y conflictivos: locales (concejo, juntas de valle, alfoces) o pertenecientes a instancias superiores (juntas generales, provincias, merindades), englobadas a su vez en circunscripciones superiores (corregimientos). Así, la falta de unidad política y administrativa se mostraría cada vez más como un obstáculo para el progreso.
Esta evidencia impulsará, a lo largo del siglo XVIII, distintas y contradictorias iniciativas encaminadas a superar aquella situación: por un lado proyectos unificadores planteados desde ámbitos tradicionales en defensa de sus seculares privilegios frente al creciente poder del Estado; por el otro el afán de la burguesía santanderina en expansión por estructurar un territorio que sustentara la nueva economía mercantil. Esta última será la que finalmente se imponga.
Así, el alto grado de autonomía de las pequeñas entidades en que integraban el solar montañés, junto a la carencia de recursos, ahondaba en su debilidad, amenazadas por la expansión administrativa y fiscal del absolutismo borbónico; cada día se mostraba más evidente la imposibilidad de afrontar la acumulación de problemas: desde las siempre difíciles comunicaciones hasta las trabas para el ejercicio de la justicia, desde las dificultades para el abastecimiento en épocas duras, hasta las levas de soldados, y sobre todo la creciente presión fiscal. Todo ello determinó que se aceleraran los contactos entre villas y valles.
Un primer intento unificador partió desde la Junta General del Partido de las Cuatro Villas, como medio de aunar esfuerzos contra la pretensión real de fiscalizar las mercancías importadas. Las ordenanzas aprobadas en 1727, nunca sancionadas por la corona, pretendían regular el territorio comprendido por el Corregimiento de las Cuatro Villas, pero el proyecto no llegó a cuajar.
Mayor recorrido tuvo el proyecto gestado en torno a las Juntas de la Provincia de los Nueve Valles, conducido por los diputados elegidos a través de los órganos tradicionales de autogobierno.
Dos fueron los hechos que catalizaron la culminación del proceso de integración en este segundo intento:
- Por un lado el interés colectivo por evitar contribuir a la reconstrucción del Puente de Carlos III de Miranda de Ebro, según imponía la orden del Intendente de Burgos de 11 de julio de 1775, cuando aquel mismo año había sufrido Cantabria dos tremendas inundaciones: 20 de junio y 3 de noviembre.
- Por otro la necesidad de hacer frente mancomunadamente a la gran cantidad de bandidos que actuaban impunemente en Cantabria, ante la inoperancia de la justicia por la escasez de recursos.

Tras la convocatoria enviada por el Diputado General de Nueve Valles para que acudieran a la Junta que había de celebrarse en Puente San Miguel el 21 de marzo de 1777, las jurisdicciones afectadas por estos y otros males, mandaron a sus respectivos diputados con poderes suficientes para que pudieran decidir el agregarles a la Provincia de Nueve Valles, según decían unos, para unirse y acompañarse, según otros, y en definitiva, para ser unos con los demás, como manifestó el Concejo de Pie de Concha.
En aquella Junta General se establecieron las bases y se pusieron en marcha las gestiones que habrían de desembocar el año de 1778 en la unidad administrativa y jurisdiccional. Todo ello culminó en el éxito de la Asamblea celebrada en la Casa de Juntas de Puente San Miguel el 28 de julio de 1778, donde quedó constituida la Provincia de Cantabria, mediante el acto de aprobar las ordenanzas comunes, confeccionadas para aquel fin y previamente discutidas y aprobadas en los concejos de todas las villas, valles y jurisdicciones comprometidas. Eran, además de los Nueve Valles, Ribadedeva, Peñamellera, Provincia de Liébana, Peñarrubia, Lamasón, Rionansa, Villa de San Vicente de la Barquera, Coto de Estrada, Valdáliga, Villa de Santillana del Mar, Lugar de Viérnoles, Villa de Cartes y su jurisdicción, Valle de Buelna, Valle de Cieza, Valle de Iguña con las villas de San Vicente y Los Llares, Villa de Pujayo, Villa de Pie de Concha y Bárcena, Valle de Anievas y Valle de Toranzo.

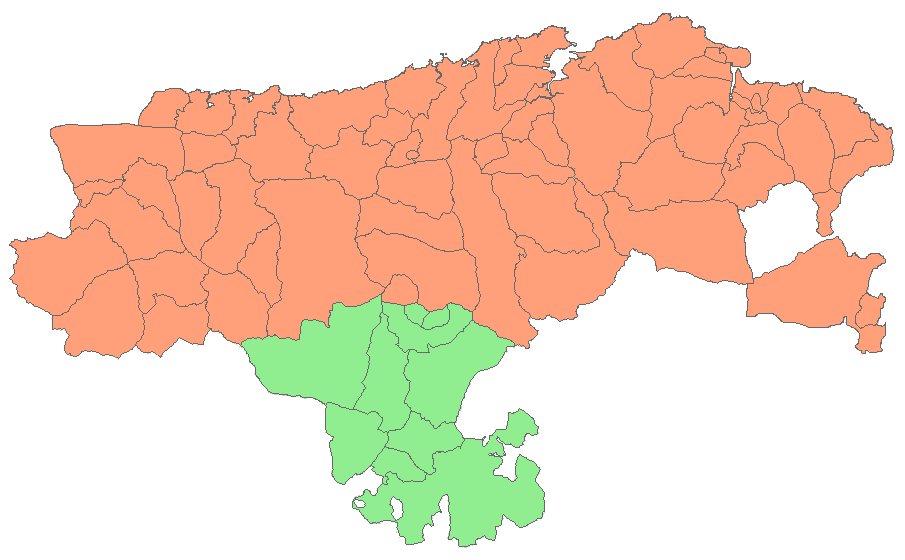
Partido del Bastón de Laredo (Provincia de Cantabria)
Merindad de Campoo (Provincia de Toro).

Escarmentados por el fallido intento del año 1727 el primer objetivo a cubrir consistió en conseguir la aprobación por el rey Carlos III de España de la unión de todos en una provincia, cuya ratificación la lograrían mediante real provisión el 22 de noviembre de 1779.
Las veintiocho jurisdicciones que asumieron en primer lugar el empeño de crear la Provincia de Cantabria, postularon con toda claridad su voluntad de que en ella se incluyeran todas las demás que formaban el Partido y Bastón de las Cuatro Villas de la Costa. En consecuencia establecieron toda clase de facilidades para la integración, que podían realizar en cualquier momento que así lo solicitasen, sujetándose a las ordenanzas, con los mismos derechos y deberes de las fundadoras, en el plano de la más estricta igualdad. De este modo se fueron agregando la Abadía de Santillana, los valles de Tudanca, Polaciones, Herrerías, Castañeda, la Villa de Torrelavega y su jurisdicción, Val de San Vicente, Valle de Carriedo, Tresviso y las villas pasiegas de La Vega, San Roque y San Pedro, así como la Ciudad de Santander con su Abadía.
A causa de la competencia de Laredo, el Ayuntamiento de Santander, que al comienzo había aceptado la titulación de Cantabria para la provincia creada a principios del siglo XIX, reaccionó después imponiendo que se la denominara con su nombre para que no hubiese duda alguna de cual era su capital. Cuando en 1821 la Diputación Provincial presentó en las Cortes constitucionales su proyecto definitivo sobre la fijación de los límites de la provincia y de los partidos judiciales, proponiendo la denominación de Provincia de Cantabria, el Ayuntamiento de Santander replicó imponiendo "que a esta provincia se le conserve el nombre de Santander".
Aun así, muchos periódicos exhibieron en sus cabeceras el nombre de cántabro o Cantabria.

### La provincia de Santander
Santander será a la postre el centro impulsor de una unión provincial auspiciada por el Estado. La nueva clase burguesa ansiaba el control de la región, para consolidar y extender la nueva economía de mercado y acabar con los obstáculos que el Antiguo Régimen oponía a su enriquecimiento. Absolutismo y liberalismo actuaron alternativamente como aliados, interesados en los beneficios fiscales.
El conflictivo período que siguió a la Guerra de la Independencia retrasó considerablemente la constitución estable de la nueva entidad administrativa. La provincia marítima de Santander creada en 1801, desaparecía en 1805, aunque la búsqueda de la unidad provincial no cesó. La promulgación de la Constitución de 1812 abrió la puerta para la creación de una diputación provincial, al igual que su reimplantación en 1820, frustrados ambos intentos por la reacción fernandina.
La confrontación entre absolutismo y liberalismo que desgarró al país durante el primer tercio del siglo retrasó el proyecto hasta 1833, cuando la nueva ordenación territorial diseñada por el ministro de Fomento, Javier de Burgos incluía la creación de la Provincia de Santander. Entidad articulada desde 1835 mediante Ayuntamientos. Posteriormente, en 1847, Patricio de la Escosura, en un intento de regionalizar más la península, promulga un decreto el 29 de septiembre de 1847 por el que se dividía a la península en once Gobiernos Generales, denominando Cantabria al formado por las tres Provincias Vascongadas y Navarra, teniendo la capital en Pamplona, mientras que la provincia de Santander, junto a las de Burgos, Logroño y Soria. queda en el Gobierno General de Burgos, con capital en Burgos.
La nueva unidad administrativa no acababa, sin embargo, con la desvertebración económica y social que afectaba al territorio cántabro, perpetuándose a lo largo del siglo XIX una región escindida en dos ámbitos contrastados: el núcleo urbano, costero, burgués y capitalista frente a un espacio rural, agrario y tradicional. Las graves carencias educacionales, estructurales y comunicativas constituirán serios obstáculos en la senda de una mejor integración regional.